# Pectinichelus emarginatus
Pectinichelus emarginatus är en skalbaggsart som beskrevs av Keith och Guido Sabatinelli 2010. Pectinichelus emarginatus ingår i släktet Pectinichelus och familjen Melolonthidae. Inga underarter finns listade i Catalogue of Life.